# Museer i København og Omegn
Museer i København og Omegn er et museumssamarbejde mellem omkring 70 museer i københavnsområdet. Samarbejdet blev oprettet i august 2003 på initiativ af Museumsrådet for København og Frederiksberg. Formålet med samarbejdet er at udbrede kendskabet til museernes samlinger ved at synliggøre museerne og at markedsføre dem på nye måder.

## Museer i samarbejdet
- Amagermuseet
- Arbejdermuseet
- Bakkehusmuseet
- Ballerup Museum
- Bank- og Sparekassemuseet
- Botanisk Museum og Centralbibliotek
- Botanisk Have
- Kunsthal Charlottenborg
- Cirkusbyens Museum
- Cisternerne
- Dansk Arkitektur Center
- Dansk Jagt- og Skovbrugsmuseum
- Dansk Jødisk Museum
- Dansk Skolemuseum
- Davids Samling
- Den Frie Udstillingsbygning
- Den Hirschsprungske Samling
- Den Kongelige Afstøbningssamling
- Det Kongelige Bibliotek
- Det Nationale Fotomuseum
- DieselHouse
- Dragør Museum
- Esrum Kloster
- Frederiksborg Slot
- Frilandsmuseet
- Frihedsmuseet
- Greve Museum
- Heerup Museum
- Holbo Herreds Kulturhistoriske Centre
- Kroppedal
- Kunstforeningen GL STRAND
- Kunstindustrimuseet
- Københavns Museum
- Køge Skitsesamling
- Medicinsk Museion
- Musikmuseet
- Nationalmuseet
- NaturMedicinsk Museum
- Nikolaj Kunsthal
- Nivaagaards Malerisamling
- Nordatlantens Brygge
- Ny Carlsberg Glyptotek
- Overgaden - Institut for Samtidskunst
- Politihistorisk Museum
- Post & Tele Museum
- Revymuseet
- Rundetaarn
- Spejdermuseet Holmen
- Statens Museum for Kunst
- Statens Naturhistoriske Museum
- Storm P.-Museet
- Teatermuseet
- Thorvaldsens Museum
- ToldSkat Museum
- Værløse Museum
- Zoologisk Museum
- Zoologisk Have
- Øresundsakvariet

## Ekstern henvisning
- Portal for museer i København